# Bjurälven-Korallgrottan
Bjurälven-Korallgrottan este o arie protejată (arie specială de conservare — SAC, sit de importanță comunitară — SCI) din Suedia întinsă pe o suprafață de 5.638,4 ha, integral pe uscat.

## Localizare
Centrul sitului Bjurälven-Korallgrottan este situat la coordonatele 64°54′47″N 14°07′08″E / 64.913°N 14.1189°E.

## Înființare
Situl Bjurälven-Korallgrottan a fost declarat sit de importanță comunitară în decembrie 1995 pentru a proteja 3 specii de animale. Situl a fost protejat și ca arie specială de conservare în decembrie 2009.

## Biodiversitate
Situată în ecoregiunea alpină, aria protejată conține 13 habitate naturale: Mlaștini turboase de tranziție și turbării mișcătoare, Râuri de munte și vegetația erbacee de pe malurile acestora, Ape stătătoare oligotrofe până la mezotrofe, cu vegetație de Littorelletea uniflorae și/sau de Isoëto-Nanojuncetea, Taiga vestică, Tufărișuri subarctice cu Salix spp., Pajiști alpine și boreale, Pajiști alpine și subalpine calcaroase, Peșteri inaccesibile publicului, Pante stâncoase calcaroase cu vegetație casmofită, Păduri nordice subalpine/subarctice cu Betula pubescens ssp. czerepanovii, Păduri fino-scandinave bogate în ierburi cu Picea abies, Pășuni din zone de pădure fino-scandinave, Liziere de ierburi înalte hidrofile de câmpie și de nivel montan până la alpin.
La baza desemnării sitului se află mai multe specii protejate de  mamifere (3): vulpe polară (Alopex lagopus), gluton (Gulo gulo), râs eurasiatic (Lynx lynx).